# Tadeusz Żerański
Tadeusz  Sebastian Żerański (ur. 20 stycznia 1880 w Radomiu, zm. 27 marca 1947 w Warszawie) – inżynier elektryk, specjalista elektryfikacji przemysłu i miast, współtwórca polskiego słownictwa elektrycznego, działacz Stowarzyszenia Elektryków Polskich (SEP), bibliofil.

## Życiorys
Urodził się w rodzinie Ludwika (zm. 1905), lekarza, społecznika, pioniera przyrodolecznictwa w Polsce, i Marii z ziemiańskiej rodziny Wietrzykowskich. W 1897 roku ukończył Wyższą Szkołę Rzemieślniczą w Łodzi. Od 1898 roku student wydziału elektrycznego Politechniki w Darmstadcie, w czasie studiów członek Związku Młodzieży Polskiej „Zet”, podporządkowanego Lidze Narodowej.
Po uzyskaniu w 1903 dyplomu inżyniera elektryka pracował w Warszawie, a następnie w zakładach „Tarnia” pod Sędziszowem, gdzie zajmował się wytwarzaniem pierwszych w kraju lamp łukowych. 1 lipca 1903 roku ożenił się w Warszawie z Marią z Czapińskich (zm. 1965), córką Leopolda (powstańca styczniowego, więzionego na Syberii, pochowanego na Cmentarzu Łyczakowskim). W latach 1909–1926 pracował we Lwowie i w Krakowie. W tym czasie m.in. projektował i kierował wykonawstwem elektryfikacji różnych zakładów przemysłowych oraz miast, m.in.: zakładów naftowych w Drohobyczu, cukrowni w Chodorowie, elektrowni w Truskawcu, Czortkowie, Krynicy i Krzeszowicach k. Krakowa. Od 1926 roku był dyrektorem technicznym w Polskich Zakładach Elektrotechnicznych Brown Boveri S.A., od 1931 roku dyrektor „Centroprzewodu” w Warszawie.
We wrześniu 1910 roku uczestniczył w V Zjeździe Techników Polskich we Lwowie. W latach 1911–1926 był czynny w Towarzystwie Politechnicznym we Lwowie. W latach 1918–1927 w Krakowskim Towarzystwie Technicznym, którego był delegatem na zjazd założycielski SEP w czerwcu 1919 roku w Warszawie. Podczas tego zjazdu był m.in. przewodniczącym komisji statutowej.
Podczas wojny polsko-bolszewickiej wstąpił na ochotnika do wojska polskiego w sierpniu 1920 i walczył do listopada tego roku. Od 1926 ponownie w Warszawie. Oprócz pracy zawodowej nadal był aktywny społecznie m.in. jako członek zarządu Towarzystwa Opieki nad Polakami Zamieszkałymi Zagranicą im. Adama Mickiewicza. W SEP zajmował liczne funkcje m.in. w 1928 roku wybrany został w skład zarządu, w 1929 roku wszedł w skład komisji organizacyjnej znaku przepisowego, a także komisji wydawniczej, która wydała opracowane przez Żerańskiego publikacje: „Polska bibliografia elektrotechniczna” oraz (w 1934) „Ksiądz Józef Herman Osiński - pierwszy polski elektryk”.
Żerański zaangażowany był w budowanie podstaw polskiego słownictwa elektrotechnicznego. Już w czasie studiów w 1901 roku opracował i wydał na powielaczu pod egidą Koła Studentów Polaków Politechniki Darmsztadzkiej „Niemiecko-polski słownik wyrazów technicznych”. Była to pierwsza w języku polskim publikacja zawierająca około dwustu terminów z elektrotechniki (w 1902 ukazało się kolejne wydanie). W 1903 roku Żerański dołączył do prac nad słownictwem elektrotechnicznym, prowadzonych przez Kazimierza Obrębowicza, Mariana Lutosławskiego i Jana Rzewnickiego. Następnie opracował i wydał w 1904 roku „Materiały do słownictwa elektrotechnicznego”, zawierające wstępne tłumaczenie ok. 3500 terminów niemieckich z dziedziny elektrotechniki. Na przełomie 1917–1918 Żerański wszedł w skład Centralnej Komisji Słownictwa Elektrotechnicznego (CKSE) powołanej przez Koło Elektrotechników przy Stowarzyszeniu Techników w Warszawie. Na zjeździe założycielskim SEP w 1919 roku Komisja przedłożyła propozycje ujednolicenia polskiego słownictwa elektrotechnicznego. Żerański pracował w Komisji do końca życia, a w latach 1932–1935 był jej przewodniczącym.
W 1921 roku ukazały się dwa opracowania Żerańskiego „Słownik elektrotechniczny do praktycznego użytku w biurach, składach i fabrykach elektrotechnicznych” oraz „Nowy słownik elektrotechniczny”, zalecane przez CKSE i wydane przez „Książnicę Polską” Towarzystwa Nauczycieli Szkół Wyższych. W 1922 roku do wydawanego przez inż. Kazimierza Stadmuellera „Słownika Rzemieślniczego – III Dział Instalacyjny” Żerański dostarczył ok. 440 wyrażeń elektrycznych.
W czasie okupacji hitlerowskiej  brał udział w pracach konspiracyjnej CKSE SEP. W tym czasie współtworzył m.in. dział VI słownika „Kolejnictwo elektryczne” z odpowiednikami w językach niemieckim i francuskim, ogłoszony w „Przeglądzie Elektrotechnicznym” z 1946 r. (zeszyt nr 2) oraz z 1947 (zeszyty: 1/2 i 5/6).
Obszarem zainteresowań Żerańskiego była również działalność bibliofilska. Był członkiem zarządu Towarzystwa Miłośników Książki w Krakowie, a także członkiem Towarzystwa Bibliofilów Polskich w Warszawie. W czasie okupacji hitlerowskiej działał w konspiracyjnym Kole Miłośników Ekslibrisu i Grafiki w Warszawie. Jego biblioteka zawierająca 6650 dzieł w 8550 woluminach spłonęła całkowicie w powstaniu warszawskim.
Zmarł nagle w Warszawie. Został pochowany w grobie rodzinnym na cmentarzu Parafii Św. Wacława w Radomiu (kwatera 10B/1/63, grób 4788). Pozostawił po sobie dzieci: Zofię, Marię, Halinę i Ludwika.